# Quichuana parisii
Quichuana parisii är en tvåvingeart som beskrevs av Ceresa 1934. Quichuana parisii ingår i släktet Quichuana och familjen blomflugor. Inga underarter finns listade i Catalogue of Life.